# Drepanophoresta lifuensis
Drepanophoresta lifuensis är en djurart som tillhör fylumet slemmaskar, och som först beskrevs av Punnett 1900.  Drepanophoresta lifuensis ingår i släktet Drepanophoresta och familjen Drepanophorellidae. Inga underarter finns listade i Catalogue of Life.